# 沃伦斯

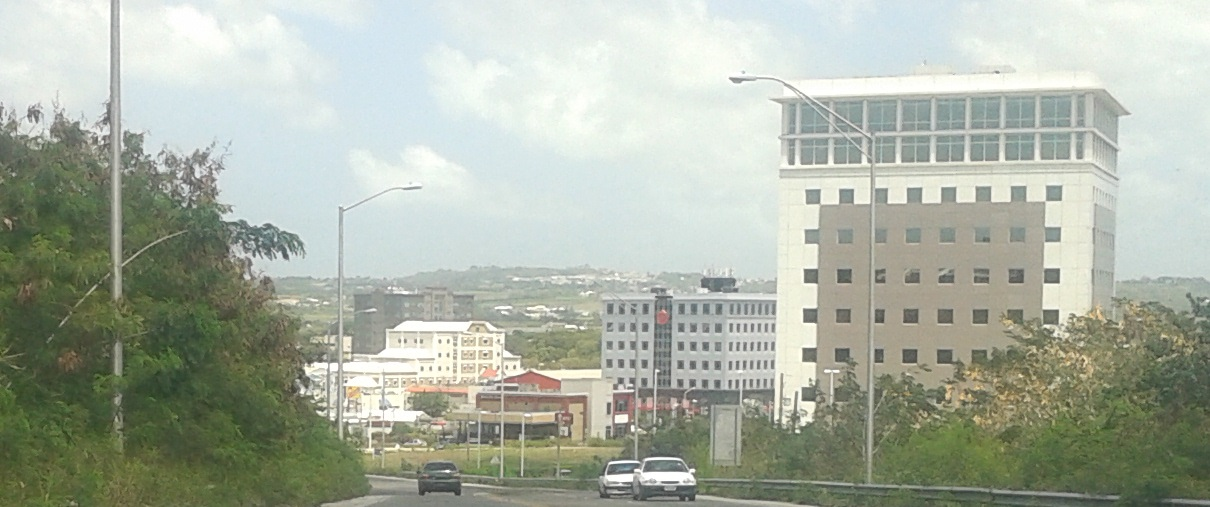

沃伦斯（Warrens）是加勒比海岛国巴巴多斯南部的一座内陆城镇，行政上由圣迈克尔区管辖。为该国开发最快的地区之一。

## 基础设施
沃伦斯办公综合体的劳动部总部第三议会席西段就在沃伦斯。